# Военный переворот в Судане (1985)
Военный переворот в Судане 1985 года произошёл 6 апреля и был организован группой офицеров под руководством министра обороны и главнокомандующего вооружёнными силами фельдмаршалом Абдель Рахманом Сивар ад-Дагабом против президента Джафара Нимейри.

## Предыстория
В 1983 году президент Демократической Республики Судан Джафар Нимейри объявил весь Судан исламским государством и ввёл законы шариата на всей территории страны, включая Южный Судан с его неисламским большинством. Автономный район Южный Судан был упразднён 5 июня 1983 года, что привело к прекращению действия Аддис-Абебского соглашения 1972 года, положившего конец Первой гражданской войне в Судане. Действия Нимейри непосредственно положили начало Второй гражданской войне в Судане в 1983 году.

## Переворот

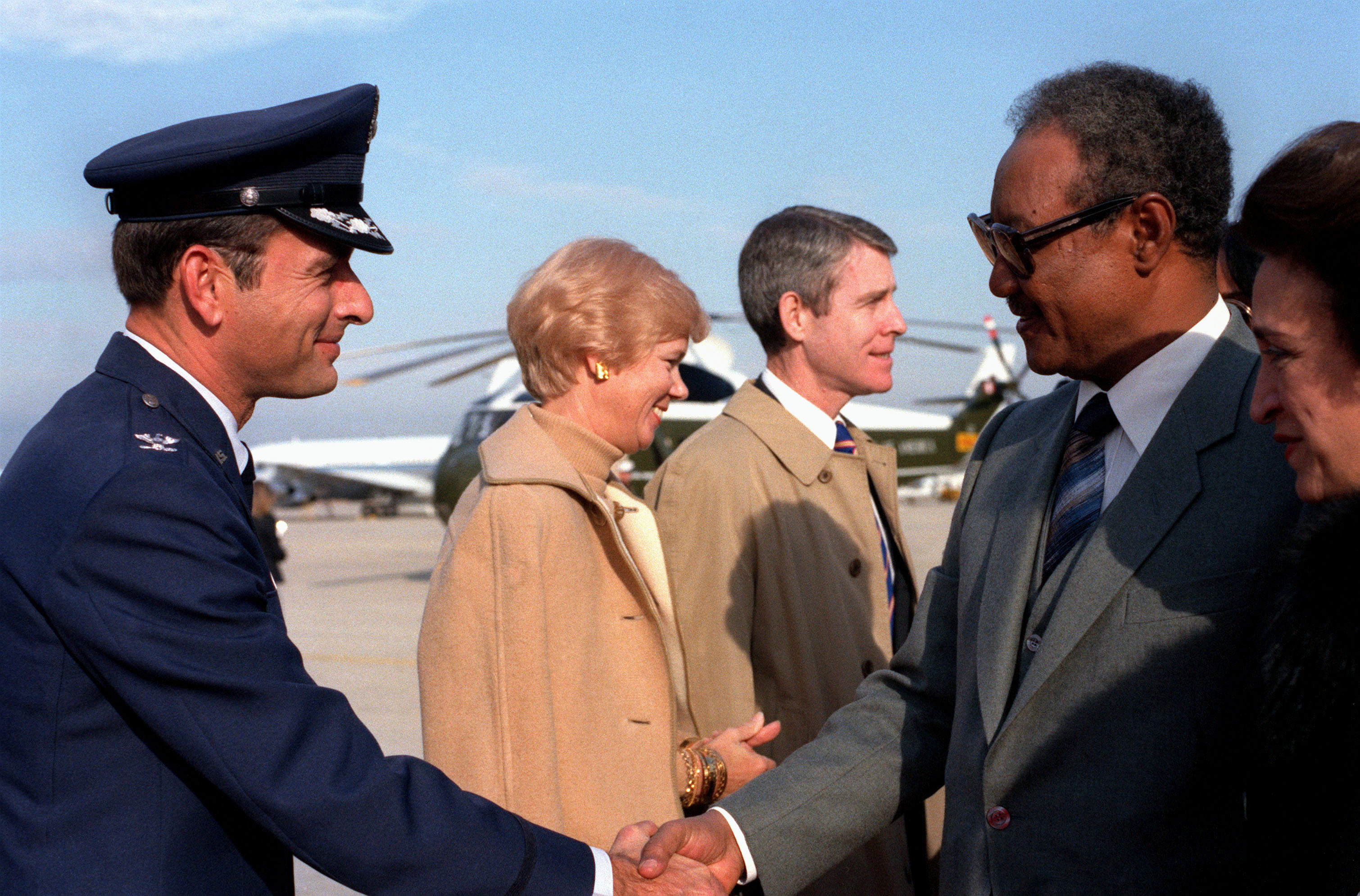
Президент Джафар Нимейри (справа) на авиабазе Эндрюс в Мэриленде во время государственного визита в США 21 ноября 1983 года, за шестнадцать месяцев до переворота 1985 года.

В конце марта 1985 года в Судане начались гражданские беспорядки, вызванные ростом цен на продовольствие и растущим недовольством правительством президента Нимейри, который сам пришёл к власти в результате переворота 1969 года. 6 апреля, когда Нимейри находился с визитом в Соединённых Штатах, суданские вооружённые силы взяли под свой контроль страну.
О перевороте было объявлено из радиостудии в Омдурмане, которая находилась под усиленной охраной солдат, ушедших только после того, как было сделано объявление.
Сообщается, что во время переворота два человека были убиты в короткой перестрелке, когда солдаты захватили штаб-квартиру службы государственной безопасности в столице страны Хартуме.
7 апреля лидер переворота министр обороны и главнокомандующий вооружёнными силами фельдмаршал Абдель Рахман Сивар ад-Дагаб, выступая по радио, заявил, что военные взяли контроль над страной из-за «ухудшения ситуации и политического кризиса, который постоянно обостряется».
В более позднем выступлении на Радио Омдурман, Дагаб пообещал политические, экономические и социальные перемены. Он также гарантировал свободу печати, политическим организациям и религиозным общинам. Тогда же Дагаб также пообещал начать «прямой диалог» с повстанцами на юге (преимущественно христианами и анимистами) и достижение национального единства «в рамках равенства прав и обязанностей».
Дагаб издал программу из семи пунктов, согласно которой президент Нимейри и его правительство были отправлены в отставку, действие Конституции и парламента (Центральное народное собрание) приостановлены, правящая и единственная легальная партия (Суданский социалистический союз) распущена и объявлено «временное» чрезвычайное и военное положение. закон. Дагаб заявил, что военные захватили контроль над страной на ограниченный период времени, и что власть будет возвращена народу в течение шести месяцев.

## Реакция
После объявления о перевороте десятки тысяч людей вышли на улицы Хартума, празднуя свержение Нимейри, уничтожая фотографии свергнутого президента, в том числе в вестибюле отеля Khartoum Hilton.
Вскоре после переворота Нимейри покинул Вашингтон (округ Колумбия) и прибыл в Каир. В международном аэропорту Каира его встретили высокопоставленные официальные лица Египта (президент Хосни Мубарак, премьер-министр Камаль Хасан Али и министр обороны фельдмаршал Абд аль-Халим Абу Газала). Первоначально Нимейри намеревался вернуться в Хартум, но его отговорили от этого пилот его президентского самолёта Boeing 707 и Мубарак, посчитав что поездка будет слишком опасной.
В то время как официальные лица Египта заявили, что они «очень обеспокоены» ситуацией, новое военное правительство Судана было быстро признано правительством Ливийской Арабской Джамахирии Муаммара Каддафи, которому не нравилась «прозападная» политика Нимейри. Баасистская Сирия Хафеза Асада также приветствовала отставку Нимейри.